# Камерный оркестр Дагестанской государственной филармонии имени Т. Мурадова

Камерный оркестр Дагестанской государственной филармонии имени Т. Мурадова - основан дирижёром Станиславом Хржановским в 1989 году. 
Оркестр носит имя певца и композитора Татама Мурадова – первого дагестанского музыканта, удостоенного почётного звания «Заслуженный деятель искусств Дагестанской АССР».
На данный момент его руководителем является заслуженная артистка Российской Федерации Зарифа Абуллаева. Оркестр располагается в здании Дагестанской филармонии в городе Махачкале.
Камерный оркестр активно участвует в культурной жизни республики, даёт абонементные концерты, выступает с различными музыкантами и музыкальными коллективами Дагестана.
В 2009 году оркестр отметил свой двадцатилетний юбилей.